# Brentwood (Californie)
Pour les articles homonymes, voir Brentwood.
Brentwood est une municipalité du comté de Contra Costa, en Californie, aux États-Unis, à l'est de San Francisco. Sa population était de 23 302 habitants au recensement de 2000.
Selon le Bureau du recensement des États-Unis la ville a une superficie de 30,2 km2.

## Démographie
| Groupe            | Brentwood | Californie | États-Unis |
| ----------------- | --------- | ---------- | ---------- |
| Blancs            | 67,9      | 57,6       | 72,4       |
| Autres            | 9,6       | 17,0       | 6,2        |
| Asiatiques        | 7,9       | 13,1       | 4,8        |
| Métis             | 6,9       | 4,9        | 2,9        |
| Afro-Américains   | 6,6       | 6,2        | 12,6       |
| Amérindiens       | 0,7       | 1,0        | 0,9        |
| Océaniens         | 0,4       | 0,4        | 0,2        |
| Total             | 100       | 100        | 100        |
|                   |           |            |            |
| Latino-Américains | 26,8      | 37,6       | 16,7       |

| 1950  | 1960  | 1970  | 1980  | 1990  | 2000   |
| ----- | ----- | ----- | ----- | ----- | ------ |
| 1 729 | 2 186 | 2 649 | 4 434 | 7 563 | 23 302 |

| 2010   | - | - | - | - | - |
| ------ | - | - | - | - | - |
| 51 481 | - | - | - | - | - |